# Krystju Semerdżiew
Krystju Asenow Semerdżiew (bułg. Кръстю Асенов Семерджиев, ur. 21 maja 1954 w Asenowgradzie) – bułgarski sztangista. Srebrny medalista olimpijski z Montrealu.
Zawody w 1976 były jego jedynymi igrzyskami olimpijskimi. Zajął drugie miejsce w rywalizacji w wadze ciężkiej (do 110 kg). Impreza ta równocześnie była mistrzostwami świata.